# Муригін Олексій Геннадійович
Олексій Геннадійович Муригін (рос. Алексей Геннадьевич Мурыгин; 16 листопада 1986, м. Хабаровськ, СРСР) — російський хокеїст, воротар. Виступає за «Металург» (Магнітогорськ) у Континентальній хокейній лізі. 
Вихованець хокейної школи «Амур» (Хабаровськ). Виступав за «Амур» (Хабаровськ), «Єрмак» (Ангарськ).